# Wildetaube
Wildetaube is een ortsteil van de Duitse gemeente Langenwetzendorf in Thüringen. Tot 31 december 2013 was Wildetaube een zelfstandige gemeente in de Landkreis Greiz.